# 岿美山镇
岿美山镇，是中华人民共和国江西省赣州市定南县下辖的一个乡镇级行政单位。

## 行政区划
岿美山镇下辖以下地区：
矿区社区、三亨村、羊陂村、寨头村、板埠村、溪尾村、左拔村和丰背村。